# Lamiòidies
Lamioideae és una subfamília d'angiospermes que pertany a la família de les lamiàcies formada pels següents gèneres.

## Característiques
- Corol·la bilabiada
- Androceu didínam (4 estams, 2 més llargs que la resta), o amb només 2 estams
- Anteres ditècique o monotàciques
- Estil ginobàsic
- Fruit sec
- Embrió recte
- Els lòbuls del disc estan alternants amb els de l'ovari

## Tribus i gèneres
La subfamília de Lamioideae es divideix en quatre tribus:
- Lamieae
- Marrubieae
- Pogostemoneae
- Prasieae

- Tribu: Prasieae
  - Gèneres: Gomphostemma - Stenogyne - Phyllostegia - Prasium
- Tribu: Pogostemoneae
  - Gèneres: Pogostemon - Dysophylla - Eusteralis - Colebrookea - Comanthosphace - Leucosceptrum - Rostrinucula - Anisomeles
- Tribu: Marrubieae
  - Gèneres: Marrubium - Lagopsis - Sideritis
- Tribu: Lamieae
  - Gèneres: Physostegia - Melittis - Eremostachys - Phlomis - Stachyopsis - Galeopsis - Lamium - Leonurus - Panzerina - Lagochilus - Moluccella - Otostegia - Ballota - Metastachydium - Stachys - Phlomidoschema - Chamaesphacos - Leonotis - Leucas - Alajia - Wiedmannia - Galeobdolon